# Swing Shift – Liebe auf Zeit
Swing Shift – Liebe auf Zeit ist ein US-amerikanisches Filmdrama aus dem Jahr 1984.

## Handlung
Mit dem Angriff auf Pearl Harbor am 7. Dezember 1941 tritt die USA in den Zweiten Weltkrieg ein. Wegen der Wehrpflicht muss Kay Walsh ihren Ehemann Jack zur United States Navy ziehen lassen. Als sie etwas später eine Wochenschau im Kino sieht, die dazu aufruft, dass alle daheim gebliebenen Frauen ihre Männer durch den Dienst in der Rüstungsindustrie unterstützen können, meldet sie sich mit weiteren Frauen freiwillig bei den MacBride-Werken, wo sie fortan Kampfflugzeuge zusammenbaut. Dort muss sie sich gegenüber den nicht in den Krieg eingezogenen Männer behaupten und lernt ihren Vorgesetzten Lucky Lockhart kennen, der sie fortan immer wieder zum gemeinsamen Tanz und Drink einlädt. Doch Kay sagt immer wieder nein und gibt zu verstehen, dass sie verheiratet sei.
Allerdings treffen nach einiger Zeit die ersten Nachrichten über Verluste an der Kriegsfront ein, die Kay deprimieren, da sie mit ansehen muss, wie ihre Arbeitskolleginnen unter Tränen erfahren, dass ihre geliebten Männer fielen. Also lässt sie sich von ihrer Freundin und Nachbarin Hazel dazu überreden, sich beim Tanz etwas Ablenkung zu verschaffen. Und nachdem sie dabei Lucky auf der Bühne als Trompeter sah, ist sie überrascht von seinem Talent und lässt sich von ihm auf einen Drink einladen. Sie verbringen eine Liebesnacht miteinander und in den nächsten Wochen und Monaten kommen sich beide immer näher, verlieben sich ineinander und haben eine gemeinsame glückliche Zeit – bis Jack eines Tages für zwei Tage Landurlaub erhält. Er erfährt, dass Kay mit Lucky eine seit zwei Jahren dauernde Liebesaffäre hat und ist entsetzt. Kay ist selbst zwischen beiden Männern hin- und hergerissen, sodass sie, nachdem Jack wieder abreist, absolut niedergeschlagen ist. Aber auch Lucky erkennt, dass seine Liebe einer verheirateten Frau gilt, sodass er Trost in einer gemeinsamen Liebesnacht mit Hazel sucht. Kay findet das heraus und will über diese Situation schweigen, sodass die gemeinsame Freundschaft zu Lucky und Hazel nicht zerbricht.
Doch bei einem gemeinsamen Abend, bei dem viel Alkohol getrunken wird, klaffen alle emotionalen Wunden wieder auf. Kay beschuldigt Hazel sie hintergangen zu haben und Hazel verteidigt sich damit, dass Kay doch die ganze Zeit mit Jack verheiratet sei. Lucky ist das zu viel und er reist für immer ab. Der Friede in der Freundschaft kommt erst mit der Kapitulation Japans. Hazel heiratet ihren alten Freund Biscuits Toohey und Jack zieht wieder zu seiner Frau Kay.

## Kritik
„Jonathan Demmes Drama über das Leben an der Heimatfront während des Zweiten Weltkrieges hat die glatten und anmutigen Proportionen eines Tommy Dorsey Liedes oder die holzvertäfelten Wagons. Diese Erinnerungen an die Vierziger sind wie Artefakte aus den Vierzigern - lieblich, aber auch zu seelenruhig.“

„Swing Shift, inszeniert von Jonathan Demme und geschrieben von Rob Morton, ist ein Pseudonym für eine süße romantische Komödie. [...] Es ist für Miss Hawn die beste Rolle seit Schütze Benjamin.“

„Dies ist ein Film, der aus dem wahren Leben gegriffen ist, für die der Regisseur Jonathan Demme immer gut ist. Er ist so nostalgisch, dass selbst die Wut am Ende, als der Krieg endet und die Frauen ihre Jobs wieder verlieren, bittersüß erscheint.“

„Aufwendig ausgestatteter, perfekt inszenierter Unterhaltungsfilm, der einfühlsam Emotionen und Beweggründe auslotet und der Gefahr eines geglätteten nostalgischen Rückblicks durch präzise herausgearbeitete Anmerkungen zur Rolle der Frau entgeht.“

## Hintergrund
Ursprünglich wurde Kevin Costner die Rolle des Lucky Lockhart angeboten. Da er allerdings nicht zur Verfügung stand, spielte sie Kurt Russell. Hawn und Russell verliebten sich während der Dreharbeiten ineinander und leben seitdem, unverheiratet, miteinander.
Goldie Hawn, die den Film produzierte, zerstritt sich mit dem Regisseur Jonatham Demme über die Ausrichtung und den Stil des Films. Nachdem sie Ende 1983 den Rohschnitt gesehen hatte, ließ sie einige Szenen mit sich und Kurt Russell nachdrehen und schnitt dafür mehrere Szenen mit Lahti heraus. Auch anschließend ließ sie den Film umschneiden, mit Unterstützung von Warner Bros. und gegen den ausdrücklichen Wunsch von Demme. Über Jahre war Demme deswegen verärgert und sprach nicht über den Film. Ursprünglich plante er eine feministische Parabel über Frauen, die während der Kriegszeit zusammenhalten. Er gab später an, dass er entsetzt war, dass daraus ein seichtes Hollywooddrama wurde. Es wurde allerdings eine Bootleg-VHS veröffentlicht, welche den Director’s Cut zeigt.

## Auszeichnungen
- eine Nominierung für Christine Lahti bei der Oscarverleihung 1985 als Beste Nebendarstellerin
- eine Nominierung für Christine Lahti bei den Golden Globe Awards 1985 als Beste Nebendarstellerin
- eine Auszeichnung des New York Film Critics Circle Award für Christine Lahti als Beste Nebendarstellerin

## Veröffentlichung
Nach seinem Kinostart am 13. April 1984 konnte der Film etwa 6,6 Mio. US-Dollar wieder einspielen. In Deutschland erschien der Film am 9. Oktober 1987 direkt auf VHS und ist seit dem 22. September 2006 auf DVD erhältlich.